# Peter Pooth
Peter Engelbert Pooth (* 21. Juli 1884 in Köln; † 1. Februar 1958 in Stralsund) war ein deutscher Wissenschaftler und Archivar.

## Leben
Peter Pooth, aus bürgerlichen Verhältnissen stammend, begann nach dem Besuch des Gymnasiums in Köln ein Studium der Naturwissenschaften an der Technischen Hochschule Aachen, an der Technischen Hochschule Charlottenburg studierte er Chemie und Physik. Von dort wechselte er an die Universität Berlin und später an die Universität Rostock und die Ernst-Moritz-Arndt-Universität Greifswald, wo er mit magna cum laude zum Doctor philosophiae promoviert wurde.
Nach dem Studium ging er für acht Monate nach England und begann im Anschluss daran im Jahr 1909 eine Tätigkeit in der chemischen Industrie im Rheinischen. 1910 erhielt er eine Anstellung in der Schweiz als Assistent am 1. Chemischen Institut der Universität Freiburg, wo er Vorlesungen in französischer und deutscher Sprache hielt. Er verfasste Beiträge für die Zeitschrift “Angewandte Chemie”. 1917 ging er für eineinhalb Jahre wieder nach Deutschland, kehrte aber im November 1918 in die Schweiz zurück und blieb dort bis 1921.
Von 1921 bis 1924 arbeitete er in einer Frankfurter Lackfabrik. Im Jahr 1924 ging er nach Stralsund, wo er ebenfalls in einer Lackfabrik arbeitete. Im Zuge der Weltwirtschaftskrise wurde er 1932 arbeitslos.
Er wandte sich historischen Studien zu und arbeitete von Oktober 1932 bis Juni 1933 unentgeltlich im Stralsunder Stadtarchiv. Seinen Bezug zur Chemie behielt er, insofern er sich zunächst dem Stralsunder Apothekenwesen sowie dem Wirken des in Stralsund geborenen Carl Wilhelm Scheele widmete. Dazu veröffentlichte er Aufsätze in der „Deutschen Apothekerzeitung“ und den „Pommerschen Jahrbüchern“. Er setzte die von Hermann Hoogeweg begonnene Erschließung der Urkundenbestände des Archivs fort. Der Direktor des Archivs, Fritz Adler, beauftragte ihn mit der Anlage von Regesten der Urkunden der Stralsunder Klöster und Hospitäler sowie des Kalands und des Waisen- und Gasthauses.
Im Juni 1933 wurde Peter Pooth als wissenschaftlicher Hilfsarbeiter mit einer monatlichen Vergütung von 40 Mark im Archiv angestellt; die Vergütung stieg auf 45 Mark und ab 1936 auf 65 Mark. Um seinen Lebensunterhalt bestreiten zu können, veröffentlichte Peter Pooth Beiträge zur Stralsunder Stadtgeschichte in Tageszeitungen. Im Archiv fertigte er Repertorien für die Urkunden der Handwerksämter, der Gewandschneiderkompanie und der Kaufmannsdeputation. Mit Datum vom 21. Dezember 1936 wurde er zum Archivpfleger bestellt.
Peter Pooth, der Ende 1935 heiratete, war kein Mitglied der Nationalsozialistischen Deutschen Arbeiterpartei (NSDAP), was ihm von Seiten des neuen Oberbürgermeisters Werner Stoll und der NSDAP-Kreisleitung zur Last gelegt wurde. Ab 1937 durfte er keine Beiträge mehr in den Zeitungen veröffentlichen. Der Leiter des Archivs, Fritz Adler, setzte sich ebenso für ihn ein wie der Staatsarchivdirektor Adolf Diestelkamp, der Pooth eine Stelle im Staatsarchiv anbot und dies auch in einem Schreiben an die Stadtverwaltung kundtat. Daraufhin wurde Peter Pooth doch für sechs Stunden bei 130 Mark im Monat beschäftigt, ab November 1937 erhielt er ein festes Angestelltenverhältnis. Er war nunmehr für die familiengeschichtliche Abteilung des Stralsunder Archivs zuständig. Er vollendete hier die Verzeichnung der Stralsunder Bürgerbücher von 1572 bis 1873.
Zu Beginn des Zweiten Weltkriegs wurde Peter Pooth zunächst zum Dienst im Einwohnermeldeamt, später zur Betreuung der Wohnungsfürsorge und im April 1945 noch zur Errichtung von Panzersperren eingesetzt.
Am 17. Mai 1945 erlitt er einen Schlaganfall, der ihn lähmte. Bald darauf starb seine Frau. Er selbst lebte schwer krank in einem städtischen Pflegeheim in Andershof (heute zu Stralsund gehörig), wo er am 1. Februar 1958 starb.

## Schriften (Auswahl)
- Das Kloster St. Jürgen am Strande zu Stralsund. In: Baltische Studien. N.F., Band 36, 1934, S. 60–90.
- Carl Wilhelm Scheele. In: Pommersche Jahrbücher. Band 28, 1934, S. 91–131.
- Aus der Geschichte der Stralsunder Bärenapotheke. In: Deutsche Apothekerzeitung. Jahrgang 1936, Nr. 48.
- Leporosorien im mittelalterlichen Vorpommern. In: Die Medizinische Welt. Nr. 33, 1937.
- Carl Wilhelm Scheeles Geburtshaus. In: Pommersche Jahrbücher. Band 33, 1939, S. 63–78.
- [mit Ernst Jendreyczyk:] Aus der Geschichte der Stralsunder Apotheken. Mittenwald 1939.
- Das Kloster St. Jürgen vor Rambin auf Rügen. In: Baltische Studien. N.F., Band 42, 1940, S. 62–89.
- Das Gasthaus zu Stralsund und seine Beziehung zur Geschichte des städtischen Krankenhaus. In: Greifswald-Stralsunder Jahrbuch. Band 5, 1965, S. 157–168 (postum veröffentlicht).
- Das Heilgeisthospital zu Stralsund. In: Baltische Studien. N.F., Band 105, 2019, ISSN 0067-3099, S. 9–51 (postum veröffentlicht).